# Нелі Ботева
Нелі Ботева (болг. Нели Ботева, до шлюбу Недялкова (болг. Недялкова); народилася 9 травня 1974 у м. Софії, Болгарія) — болгарська бадмінтоністка.
Учасниця Олімпійських ігор 1992 в одиночному і парному розрядах, Олімпійських ігор 1996 в одиночному, парному і змішаному парному розрядах, Олімпійських ігор 2000 в одиночному і парному розрядах, Олімпійських ігор 2004 в парному розряді. Учасниця чемпіонату світу 2003, чемпіонату Європи 2004.
Чемпіонка Болгарії в одиночному розряді (1995, 1999, 2003), в парному розряді (1993, 1996, 2000, 2002, 2004), в змішаному парному розряді (2002).
Переможниця Cyprus International в одиночному розряді (1991), в парному розряді (1991). Переможниця Bulgarian International в парному розряді (1992, 1995, 1999, 2003). Переможниця Iceland International в парному розряді (2003). Переможниця Austrian International в парному розряді (2004).